# Johan Koren (zoolog)
Johan Koren, född 6 juli 1809, död 3 oktober 1885, var en norsk zoolog.
Koren var 1838-54 militärläkare och 1851 lärare i naturalhistoria i Bergen. I slutet av 1840-talet anställdes Koren som konservator vid Bergens museum och verkade  förtjänstfullt för dess utveckling i vetenskaplig riktning samt utgav tillsammans med Michael Sars och Daniel Cornelius Danielssen Fauna littoralis Norvegiæ (3 band, 1846-77) samt bearbetade i samband med den senare flera evertebratgrupper från den norska nordhavsexpeditionen.